# Vallecas

Vapen

Vallecas [baˈʎekas] är en stadsdel i Madrid som består av två distrikt: Puente de Vallecas och Villa de Vallecas. Vallecas var egen by fram till 1950, då den blev del av Madrid.

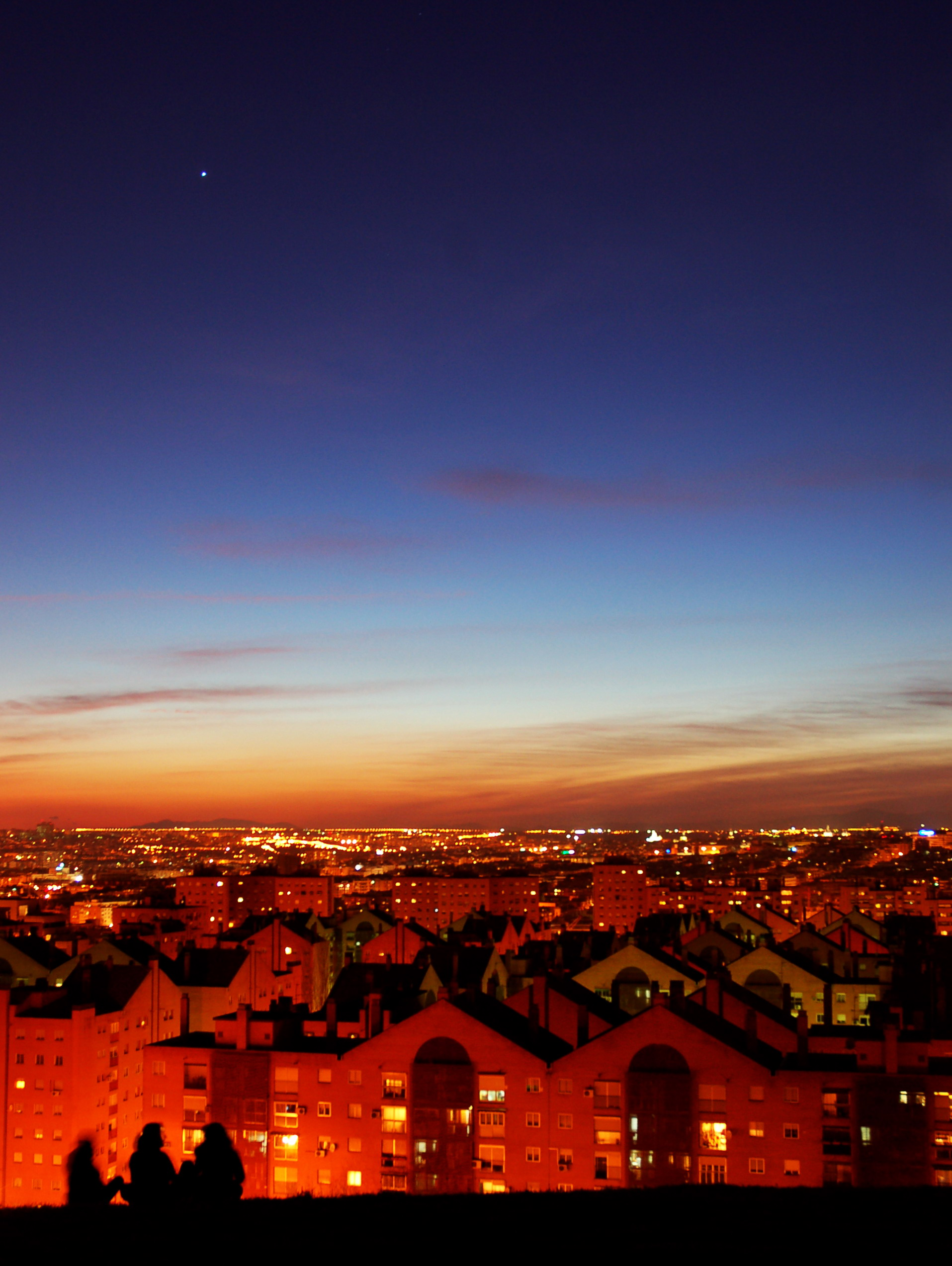
Vallecas från Cerro del Tío Pío (solnedgång).
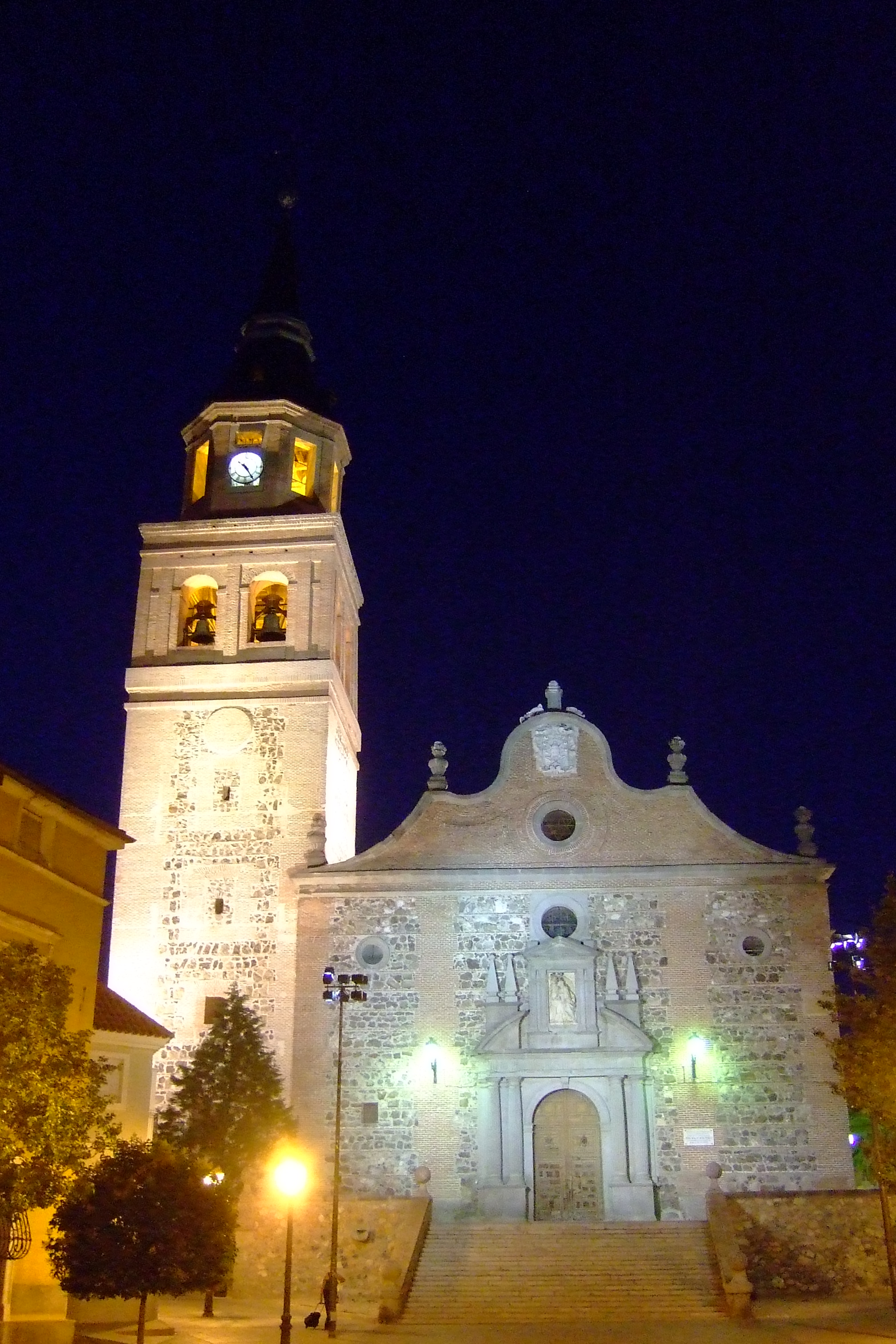
Kyrka i Vallecas.

### Fotnoter
1. ↑  ”Vallecas and Puente de Vallecas” (på engelska). Comenius Partners. Arkiverad från originalet den 24 februari 2014. https://web.archive.org/web/20140224051311/http://www.comeniuspartners.com/index.php/schools/96-eco-articles/spanish-articles/88-vallecas-and-puente-de-vallecas. Läst 20 februari 2014.